# Leonid Zacharovič Trauberg
Leonid Zacharovič Trauberg (Odessa, 17 gennaio 1902 – Mosca, 14 novembre 1990) è stato un regista ucraino di origini ebraiche.
Diresse 17 film tra il 1924 e il 1961. Nel 1941 vinse il rinomato Premio Stalin.
Notevole fu la sua collaborazione col regista Grigorij Kozincev, con cui firmò vari capolavori.

## Filmografia
Tutti i film fino a Gente semplice, tranne Attrice, sono co-diretti da Grigorij Kozincev.
- 1924 - Le avventure di Ottobrina (Похождения Октябрины), perduto
- 1925 - Miški contro Judenič (Мишки против Юденича), perduto
- 1926 - La grande ruota (Чёртово колесо)[1][2][3]
- 1926 - Il cappotto (Шинель)
- 1927 - S.V.D. (С.В.Д.)
- 1927 - Bratiška (Братишка), perduto
- 1929 - La nuova Babilonia (Новый Вавилон)
- 1931 - Sola (Одна)
- 1934 - La giovinezza di Massimo (Юность Максима)
- 1937 - Il ritorno di Massimo (Возвращение Максима)
- 1939 - Il quartiere di Vyborg (Выборгская сторона)
- 1942 - L'attrice (Актриса)
- 1943 - Il giovane Fritz (Юный Фриц), perduto
- 1946 - Gente semplice (Простые люди)
- 1958 - Soldati in marcia (Шли солдаты)
- 1960 - Le anime morte (Мертвые души)
- 1961 - Vento di libertà (Вольный ветер)
- 1963 - Un'attrice di corte (Крепостная Актриса)